# ŽRK Dugo Selo '55
ŽRK Dugo Selo '55 je rukometni klub iz grada Dugog Sela koji se natječe u najvišem rangu natjecanja - 1.Hrvatska rukometna liga za žene.
Klub je osnovan 1955. godine, a njegov osnivač je Đuro Dubenik.

## O klubu

### Dvorana
Na blagdan Svetog Martina, ujedno i dan Grada Dugog Sela, 11. studenog 2004. godine, svečano je otvorena Gradska športska dvorana.
Gradska športska dvorana izgrađena je na lokaciji zapadno od Srednje škole i sjeverno od nogometnog igrališta. Ukupna površina športske dvorane iznosi 3.464 m2, s tribinom za 750 gledatelja i u perspektivi postoji mogućnost instaliranja teleskopskih tribina te povećanja mjesta za narednih 350 gledatelja.
Gradsku športsku dvoranu koriste Srednja škola «Dugo Selo», športske udruge Grada, građani za potrebe rekreacije te različite udruge izvan grada za kulturno-zabavne manifestacije.
Izgradnjom dvorane Grad je ostvario uvjete za daljnji razvoj športa, koji svojom organizacijom i rezultatima postiže vrhunske rezultate sve ćešće i na razini državnih natjecanja, a posljednjih godina i na međunarodnoj razini.

### Rukometna škola
ŽRK Dugo Selo '55 osobno se ponosi svojim omladinskim pogonima s kojima postiže iznimne rezultate na državnoj i međunarodnoj razini. Klub okuplja preko 100 igračica od najstarijih Seniorki do najmlađih minića '00. Cilj škole je odgoj mladih koji će kroz razna natjecanja stjecati nova prijateljstva i pritom uživati u samom natjecanju. Iz redova omladinskog pogona kluba do sada je preko 6 igračica bilo na užem spisku reprezentacije Hrvatske,a još 8 ih je bilo na širem.

### Najveći uspjesi
- Plasman u 1.HRL: 2012/13
- doprvakinje 2.HRL Zapad: 2005/06, 2006/07, 2007/08, 2012/13
- Osvajanje Partille Cupa
- prvakinje Hrvatske u '90 godištu
- doprvakinje Hrvatske u '90 godištu
- četvrtzavršnica Hrvatskog kupa
- aktualne reprezentativke: Lucija Marjančić, Martina Ćorković(juniorke), Ana Radovac, Ivana Kirin(kadetkinje), Josipa Mamić, Klaudia Čamber(mlađe kadetkinje). [nedostaje izvor]
- bivše reprezentativke: Sanja Jagatić, Eva Krstanović.[nedostaje izvor]

## Sezona 2021./22.

### Ekipe u natjecanju
| Ekipe                | Natjecanje       |
| -------------------- | ---------------- |
| Seniorke             | 1.HRL            |
| Juniorke             | 3.HRL Središte   |
| Kadetkinje '05       | 1.HKRL, MŽL      |
| Mlađe kadetkinje '07 | 1.HMRK, MŽL      |
| Djevojčice '09       | MŽL              |
| Mlađe djevojčice '10 | MŽL              |
| Minići               | Mini rukomet MŽL |

## Statistika
| Sezona    | Poredak | U  | P  | N | I | +   | -   | Bod. |
| --------- | ------- | -- | -- | - | - | --- | --- | ---- |
| 2012./13. | 2       | 20 | 14 | 1 | 5 | 630 | 531 | 29   |
| 2011./12. | 3       | 20 | 12 | 2 | 6 | 602 | 552 | 26   |
| 2010./11. | 3       | 20 | 12 | 1 | 7 | 575 | 521 | 25   |
| 2009./10. | 3       | 22 | 15 | 1 | 6 | 674 | 586 | 31   |
| 2008./09. | 6       | 22 | 11 | 3 | 8 | 645 | 594 | 25   |
| 2007./08. | 2       | 22 | 16 | 1 | 5 | 675 | 574 | 33   |
| 2006./07. | 2       | 20 | 11 | 1 | 8 | 550 | 504 | 23   |
| 2005./06. | 2       | 22 | 16 | 1 | 5 | 634 | 531 | 33   |
| 2004./05. | 3       | 22 | 17 | 0 | 5 | 655 | 532 | 34   |

U = ukupno utakmica; P = pobjeda; N = neriješeno; I = izgubljeno; + = postignuti golovi; - = primljeni golovi; Bod. = Bodova;

## Unutrašnje poveznice
- MRK Dugo Selo

## Vanjske poveznice
- ŽRK Dugo Selo '55 - službene stranice
- Hrvatski rukometni savez